# Uriel da Costa
Uriel da Costa (Oporto, Portugal, 1580-Ámsterdam, Holanda, 1640) o Uriel d'Acosta fue un filósofo portugués de origen judío sefardí, bautizado como cristiano nuevo con el nombre de Gabriel da Costa Fiuza.

## Biografía

### Orígenes
De familia de ricos comerciantes sefardíes que se habían convertido al catolicismo, estudió religión en la Universidad de Coímbra y se convirtió en profesor. Sin embargo, según estudiaba religión le fue encontrando defectos al catolicismo, lo que le hizo interesarse por la fe judía ancestral de su familia. De este modo, Da Costa y su madre pasaron de ser conversos (judíos convertidos al catolicismo) a ser marranos (cristianos que practicaban en secreto el judaísmo) y, no se sabe si con fundamento o no, comenzaron a sentir detrás de sí la sombra de la Inquisición, que perseguía a los falsos conversos. Ante el posible peligro que corrían, da Costa convenció a su familia —su madre, sus tres hermanos y su esposa— para emigrar a los Países Bajos en busca de una nueva vida, como tantas familias judías sefardíes habían hecho antes. 
Tras instalarse en la floreciente comunidad sefardí de Ámsterdam, adoptó el nombre de Uriel, la variante hebrea de su nombre de pila portugués. Uriel se dedicó entonces a estudiar el judaísmo y algunas otras cuestiones intelectuales. Esta vez empezó a encontrarle defectos a las enseñanzas y las prácticas del judaísmo, y las expuso por escrito y en público. La sinagoga le censuró por sus ideas filosóficas naturalistas (materialistas) y racionalistas, tal y como le sucedería algunos años después a Spinoza. A lo largo de las siguientes décadas, Da Costa fue excomulgado, luego exonerado, y de nuevo vuelto a excomulgar. Encontró refugio en la comunidad judía de Hamburgo, pero también de allí fue expulsado. La actitud de Da Costa se había convertido en un asunto preocupante para las autoridades judías, no solo por lo que tenía de herejía, sino también porque temían que los holandeses tomaran represalias de manera indiscriminada contra la comunidad judía, por considerar esas ideas antirreligiosas también peligrosas para los protestantes.

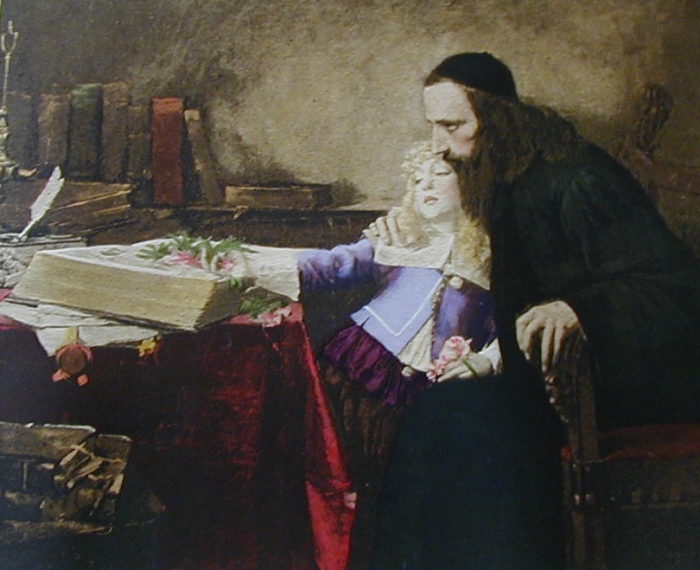
Uriel d'Acosta instructing the young Spinoza, de Samuel Hirszenberg (1901).

En 1640 se llegó a una situación insostenible: da Costa, ya entrado en la cincuentena, agotado física y mentalmente, llegó a un acuerdo con las autoridades judías para renegar públicamente de sus ideas y, de esta forma, recuperar su posición en la comunidad. En sus memorias tituladas Exemplar humanae vitae narra con detalle todo el episodio y deja bien claro que, aunque aceptase el acuerdo, sus ideas no habían variado en absoluto, y que lo hace para librarse de las humillaciones. El día del juicio, con la sinagoga llena de familias expectantes, lee una confesión de arrepentimiento redactada por los rabinos. Después, se le ordena abrazar una columna, le atan las manos y recibe 39 azotes (según la Ley, nunca deben rebasar el número de 40) con un látigo de cuero en la espalda previamente descubierta. Finalmente, se le desata, se le permite sentarse en el suelo y un rabino proclama su rehabilitación pública y las puertas de la sinagoga vuelven a estar abiertas para Uriel. El final del humillante rito consistió en tumbarse en la puerta principal de la sinagoga para que toda la comunidad pasase por encima para salir del templo. Todo se ejecuta con precisión ritual y sin atisbo de ensañamiento. Uriel, tras ser felicitado por su entereza ante el castigo, volvía a ser un miembro de pleno derecho de la Nueva Jerusalén. 
No se sabe cuántos días duró la nueva situación, ni se sabe con seguridad si este episodio sucedió en 1640 o en 1645. Da Costa se dedicó en los días siguientes a concluir sus memorias, cuyas últimas diez páginas narran el episodio expuesto y su impotencia para rebelarse. Al final, concluida su obra y tras ser dos veces anatemizado por la Sinagoga, separado siete años de la comunidad, doblemente renegado (primero del catolicismo, luego del judaísmo), perseguido y humillado por los suyos, atormentado por las dudas religiosas y acosado por el drama del excluido perpetuo, puso fin a sus días pegándose un tiro. La primera bala erró el blanco, la segunda no.

## Obra y legado

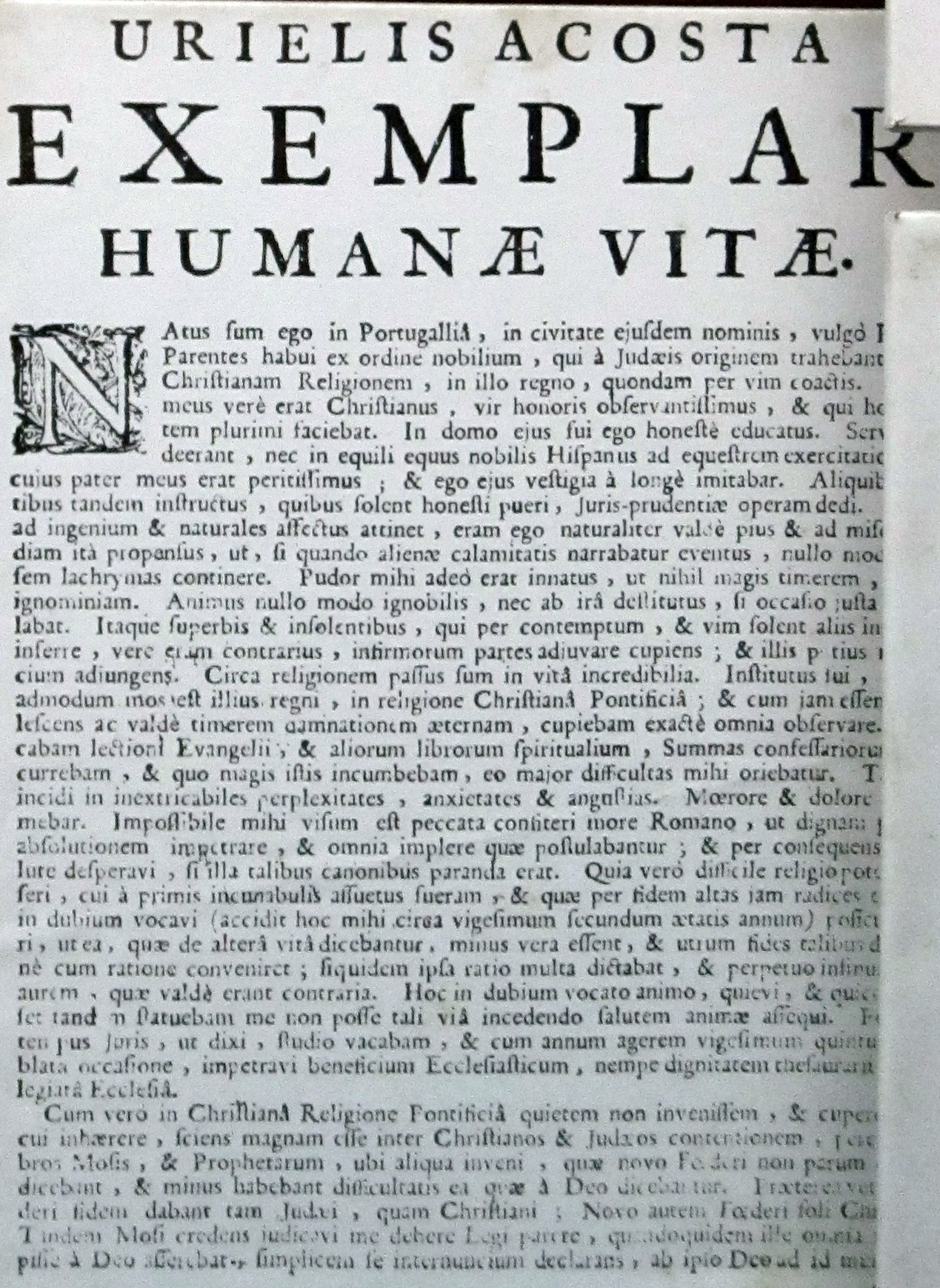
Exemplar Humanae Vitae, de Uriel d'Acosta.

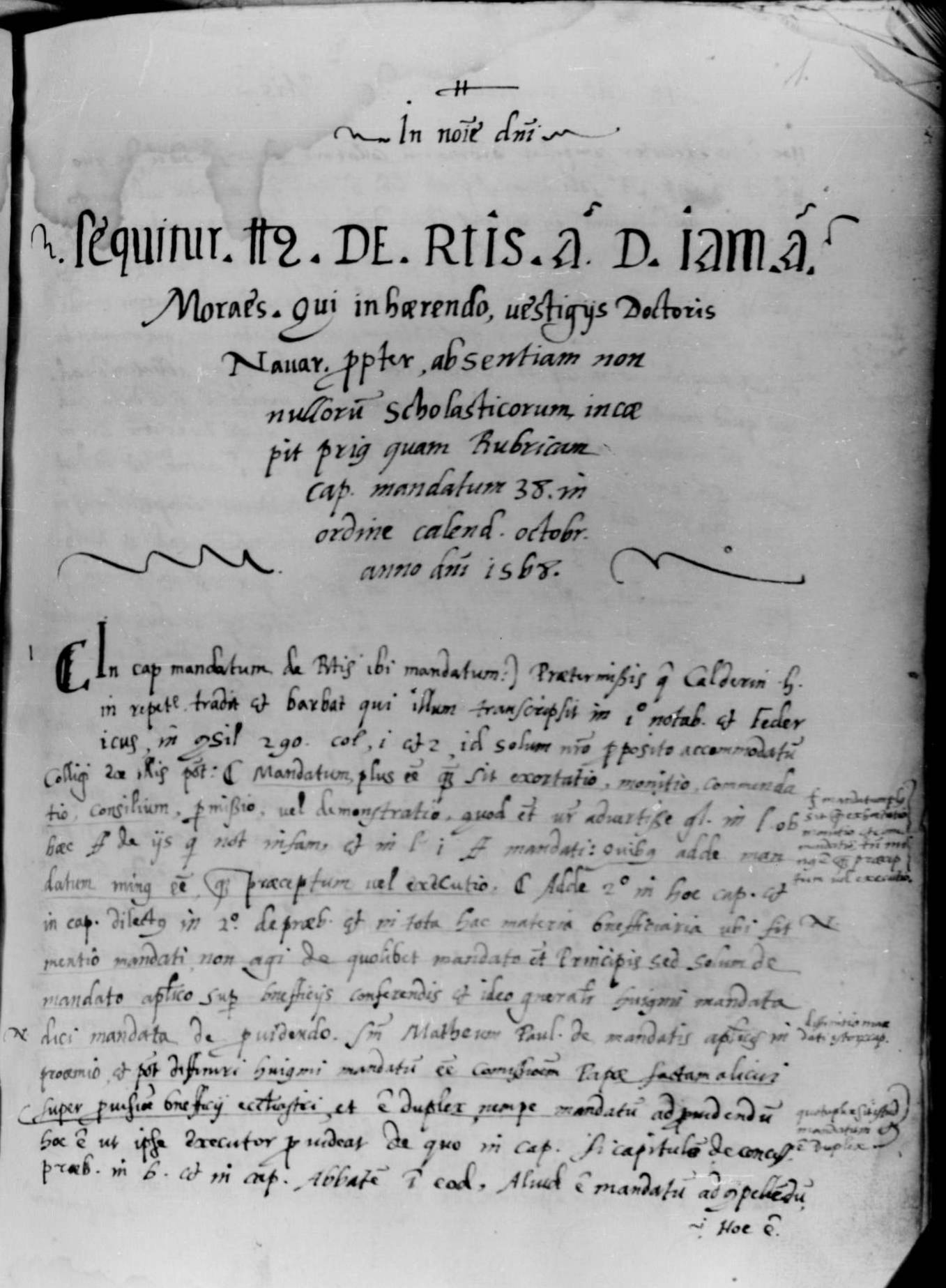
Repetitio ad D. 41.2, manuscrito, XVI siglo. Real Biblioteca del Monasterio de San Lorenzo de El Escorial, Manuscritos latinos, K.II.2, ff. 522-550.

El legado de Uriel da Costa, su materialismo y su crítica a los ritos y a la hipocresía de la religión organizada, fue asumido por Baruch de Spinoza, uno de los más grandes filósofos del siglo XVII. Es muy probable que un Spinoza niño o adolescente se encontrase entre el público que presenció la humillación pública de Uriel Da Costa y que, quizá por eso, decidiera no estar presente en su propia expulsión de la sinagoga, décadas después, y ahorrarse la misma humillación. 
No obstante, nunca le llegó a mencionar en su obra, cosa que intriga a los estudiosos, pero las ideas de da Costa tuvieron sin duda un gran impacto sobre el sabio de Ámsterdam. Da Costa no era ni de lejos un pensador de la profundidad de Spinoza, y se cree que, más que su obra, fue su martirio lo que debió impactarle como ninguna otra cosa.
Exemplar humanae vitae. Uriel da Costa relata aquí en latín su experiencia vital, una suerte de testamento o confesión autobiográfica, finalizado poco antes de suicidarse. Durante muchos años, esta obra fue ignorada o denostada. En España, fue Menéndez Pelayo quien tradujo por vez primera al castellano la autobiografía de Uriel (si bien con numerosos recortes), incluyéndolo en su Historia de los heterodoxos españoles.